# Meremäe
Meremäe è un comune rurale dell'Estonia meridionale, nella contea di Võrumaa. Il centro amministrativo è l'omonima località (in estone küla).

## Località
Oltre al capoluogo, il comune comprende altre 86 località.
Ala-Tsumba - Antkruva - Ermakova - Härmä - Helbi - Hilana - Hilläkeste - Holdi - Ignasõ - Jaanimäe - Jõksi - Juusa - Kalatsova - Kangavitsa - Karamsina - Kasakova - Kastamara - Keerba - Kiiova - Kiislova - Kiksova - Kitsõ - Klistina - Kõõru - Korski - Kuigõ - Kuksina - Küllätüvä - Kusnetsova - Lepä - Lindsi - Lutja - Maaslova - Marinova - Martsina - Masluva - Melso - Merekülä - Meremäe - Miikse - Miku - Navikõ - Obinitsa - Olehkova - Ostrova - Paklova - Palandõ - Palo - Paloveere - Pelsi - Pliia - Poksa - Polovina - Puista - Raotu - Rokina - Ruutsi - Seretsüvä - Serga - Sirgova - Sulbi - Tääglova - Talka - Tedre - Tepia - Tessova - Teterüvä - Tiirhanna - Tiklasõ - Tobrova - Treiali - Triginä - Tsergondõ - Tsirgu - Tsumba - Tuplova - Tuulova - Ulaskova - Uusvada - Vaaksaarõ - Väiko-Härmä - Väiko-Serga - Vasla - Veretinä - Vinski - Viro - Võmmorski